# Phymaturus vociferator
Phymaturus vociferator är en ödleart som beskrevs av  Pincheira-donoso 2004. Phymaturus vociferator ingår i släktet Phymaturus och familjen Tropiduridae. Inga underarter finns listade i Catalogue of Life.